# Gerrard Xie
Gerrard Xie (en chino tradicional, 謝詠霖; en chino simplificado, 谢咏霖;; pinyin, Xiè Yǒnglín, Shenzhen, China; 24 de septiembre de 2006) es un piloto de automovilismo Hongkonés. Fue campeón del Campeonato de China de Fórmula 4 de 2022 y del Super Challenge de Fórmula Renault de 2022. Tras competir en categorías como el Campeonato GB3, Eurocup-3, y Eurofórmula Open, es piloto de Hitech GP en el Campeonato de Fórmula 3 de la FIA en 2025.

## Carrera

### Inicios
Xie compitió en karting en Europa y Asia de 2018 a 2021, aunque a menudo no completó temporadas completas en Europa. Terminó tercero en la Copa IAME Asia 2020 en la clase junior.

### Fórmula Renault
Xie hizo su debut en las carreras de monoplazas en el Super Challenge de Fórmula Renault de 2022, conduciendo para H-Star Racing. Ingresando desde la segunda ronda en adelante, tomó la pole position y ganó ambas carreras con la vuelta más rápida en su ronda de debut, y volvió a hacer lo mismo en la final y tercera ronda del campeonato, llevándose el título general, 32 puntos por delante. del rival más cercano Jason Wu.

### Fórmula 4
Xie compitió en el Campeonato de China de Fórmula 4 de 2022 con Smart Life Racing Team. Dominó la primera ronda en el circuito Internacional de Ningbó, obtuvo una doble pole position y ganó tres de las cuatro carreras, retirándose de la cuarta. En la segunda ronda, también en Ningbó, consiguió otra doble pole y ganó las cuatro carreras, con la vuelta más rápida en cada una. Después de clasificarse segundo detrás de Andy Chang, superó a Charles Leong para ganar la carrera inaugural del Gran Premio de Macao de 2022, y terminó segundo en la carrera principal, sellando el título del campeonato. en el proceso. En la ronda final de la temporada en el circuito callejero de Pingtan, Xie volvió a obtener la doble pole position y ganó las cuatro carreras con la vuelta más rápida en cada una, para ganar el campeonato por más de 160 puntos, el margen más grande para ganar un título en la historia una temporada de Fórmula 4 en China.

### Campeonato GB3
El 13 de febrero de 2023, se anunció que Xie conduciría para Hillspeed en el Campeonato GB3 de 2023, junto con Daniel Mavlyutov, ambos pilotos apoyados por la nueva Academia Hitech GP.

## Resumen de carrera
| Temporada | Categoría                                 | Equipo                  | Carreras     | Victorias    | Poles        | VR           | Podios       | Puntos       | Pos.         |
| --------- | ----------------------------------------- | ----------------------- | ------------ | ------------ | ------------ | ------------ | ------------ | ------------ | ------------ |
| 2022      | Super Challenge de Fórmula Renault        | H-Star Racing           | 4            | 4            | 2            | 4            | 4            | 120          | 1.º          |
| 2022      | Campeonato de China de Fórmula 4          | Smart Life Racing Team  | 14           | 12           | 7            | 11           | 13           | 375          | 1.º          |
| 2023      | Campeonato GB3                            | Hillspeed               | 22           | 1            | 0            | 1            | 1            | 128          | 20.º         |
| 2023      | Eurofórmula Open                          | CryptoTower Racing Team | 3            | 0            | 0            | 0            | 0            | 8            | 18.º         |
| 2024      | Campeonato de Fórmula Regional de Oceanía | M2 Competition          | 14           | 1            | 1            | 0            | 2            | 206          | 6.º          |
| 2024      | Eurofórmula Open                          | Team Motopark           | 3            | 1            | 0            | 1            | 1            | 36           | 11.º         |
| 2024      | Eurocup-3                                 | Palou Motorsport        | 0            | 0            | 0            | 0            | 0            | 0            | NC†          |
| 2025      | Campeonato de Fórmula 3 de la FIA         | Hitech TGR              | Disputándose | Disputándose | Disputándose | Disputándose | Disputándose | Disputándose | Disputándose |
| Fuente:   |                                           |                         |              |              |              |              |              |              |              |

- † Xie era piloto invitado, por lo que no sumó puntos.

## Resultados

### Campeonato GB3
(Clave) (negrita indica pole position) (cursiva indica vuelta rápida)

| Año   | Equipo    | 1   | 1   | 1   | 2   | 2   | 2   | 3   | 3   | 3   | 4   | 4   | 4   | 5   | 5   | 5   | 6   | 6   | 6   | 7   | 7   | 7   | 8   | 8   | 8   | Pos.  | Puntos |
| ----- | --------- | --- | --- | --- | --- | --- | --- | --- | --- | --- | --- | --- | --- | --- | --- | --- | --- | --- | --- | --- | --- | --- | --- | --- | --- | ----- | ------ |
| 2023* | Hillspeed | OUL | OUL | OUL | SIL | SIL | SIL | SPA | SPA | SPA | SNE | SNE | SNE | SIL | SIL | SIL | BRH | BRH | BRH | ZAN | ZAN | ZAN | DON | DON | DON | 20.º* | 93*    |
| 2023* | Hillspeed | 21  | DNS | 83  | 17  | 14  | 175 | 5   | 4   | 143 | 17  | 17  | 17  | 17  | 17  | C   | 16  | 20  | Ret |     |     |     |     |     |     | 20.º* | 93*    |

- * Temporada en progreso.

### Eurofórmula Open
(Clave) (negrita indica pole position) (cursiva indica vuelta rápida)

| Año   | Escudería               | 1   | 1   | 1   | 2   | 2   | 2   | 3   | 3   | 3   | 4   | 4   | 4   | 5   | 5   | 5   | 6   | 6   | 6   | 7   | 7   | 7   | 8   | 8   | 8   | Pos.  | Puntos |
| ----- | ----------------------- | --- | --- | --- | --- | --- | --- | --- | --- | --- | --- | --- | --- | --- | --- | --- | --- | --- | --- | --- | --- | --- | --- | --- | --- | ----- | ------ |
| 2023* | CryptoTower Racing Team | POR | POR | POR | SPA | SPA | SPA | BUD | BUD | BUD | LEC | LEC | LEC | SPI | SPI | SPI | MNZ | MNZ | MNZ | MUG | MUG | MUG | BAR | BAR | BAR | 17.º* | 8*     |
| 2023* | CryptoTower Racing Team |     |     |     | 8   | 8   | Ret |     |     |     |     |     |     |     |     |     |     |     |     |     |     |     |     |     |     | 17.º* | 8*     |

- * Temporada en progreso.

### Campeonato de Fórmula 3 de la FIA
(Clave) (negrita indica pole position) (cursiva indica vuelta rápida puntuable)

| Año   | Escudería  | 1   | 1   | 2   | 2   | 3   | 3   | 4   | 4   | 5   | 5   | 6   | 6   | 7   | 7   | 8   | 8   | 9   | 9   | 10  | 10  | Pos. | Puntos | Ref.   |
| ----- | ---------- | --- | --- | --- | --- | --- | --- | --- | --- | --- | --- | --- | --- | --- | --- | --- | --- | --- | --- | --- | --- | ---- | ------ | ------ |
| 2025* | Hitech TGR | MEL | MEL | SAK | SAK | IMO | IMO | MON | MON | BAR | BAR | SPI | SPI | SIL | SIL | SPA | SPA | BUD | BUD | MNZ | MNZ | 32.º | 0      | [ 16 ] |
| 2025* | Hitech TGR | 16  | 18  | 21  | 26  | 24  | 20  | 18  | 19  | 20  | 21  | 21  | 17  | 24  | 25  |     |     |     |     |     |     | 32.º | 0      | [ 16 ] |

- * Temporada en progreso.